# USA's vicepræsidenter
USA's vicepræsident er det næsthøjeste embede i USA efter præsidentembedet. Vicepræsidenten bliver valgt sammen med præsidenten og tager stillingen hvis præsidenten skulle dø, gå af eller blive afsat indenfor præsidentperioden. Vicepræsidenten er præsident og ordstyrer i USA's senat og har stemmeret ved stemmelighed, således at vedkommendes stemme i sådanne tilfælde bliver udslagsgivende. Embedet er således det eneste som har funktioner i både den udøvende gren og den lovgivende gren af statsmagten (som et brud på magtfordelingsprincippet).
Det er de samme formelle krav til vicepræsidenten som til præsidenten: For at kunne blive valgt, skal man være født som amerikansk statsborger, være minimum 35 år gammel og have boet i USA i de seneste 14 år. Man kan heller ikke have været præsident i to mandatperioder tidligere.

## Liste over vicepræsidenter i USA
| #                   | Periode                            | Billede                | Navn                   | Parti                             | Præsident                        |
| ------------------- | ---------------------------------- | ---------------------- | ---------------------- | --------------------------------- | -------------------------------- |
| 1.                  | 21 april 1789 - 4 marts 1797       | John Adams             | John Adams             | Føderalist                        | George Washington                |
| 2.                  | 4 marts 1797 - 4 marts 1801        | Thomas Jefferson       | Thomas Jefferson       | Demokrat-republikaner             | John Adams                       |
| 3.                  | 4 marts 1801 - 4 marts 1805        | Aaron Burr             | Aaron Burr             | Demokrat-republikaner             | Thomas Jefferson                 |
| 4.                  | 4 marts 1805 - 20 april 1812       | George Clinton         | George Clinton         | Demokrat-republikaner             | Thomas Jefferson/James Madison   |
| Ingen vicepræsident | Ingen vicepræsident                | Ingen vicepræsident    | Ingen vicepræsident    | Ingen vicepræsident               | James Madison                    |
| 5.                  | 4 marts 1813 - 23 november 1814    | Elbridge Gerry         | Elbridge Gerry         | Demokrat-republikaner             | James Madison                    |
| Ingen vicepræsident |                                    |                        |                        |                                   | James Madison                    |
| 6.                  | 4 marts 1817 - 4 marts 1825        | Daniel Tompkins        | Daniel D. Tompkins     | Demokrat-republikaner             | James Monroe                     |
| 7.                  | 4 marts 1825 - 28 december 1832    | John Calhoun           | John C. Calhoun        | Demokrat-republikaner og demokrat | John Quincy Adams/Andrew Jackson |
| Ingen vicepræsident | Ingen vicepræsident                | Ingen vicepræsident    | Ingen vicepræsident    | Ingen vicepræsident               | Andrew Jackson                   |
| 8.                  | 4 marts 1833 - 4 marts 1837        | Martin Van Buren       | Martin Van Buren       | Demokrat                          | Andrew Jackson                   |
| 9.                  | 4 marts 1837 - 4 marts 1841        | Richard Mentor Johnson | Richard Mentor Johnson | Demokrat                          | Martin Van Buren                 |
| 10.                 | 4 marts 1841 - 4 april 1841        | John Tyler             | John Tyler             | Whig                              | William Henry Harrison           |
| Ingen vicepræsident | Ingen vicepræsident                | Ingen vicepræsident    | Ingen vicepræsident    | Ingen vicepræsident               | John Tyler                       |
| 11.                 | 4 marts 1845 - 4 marts 1849        | George M. Dallas       | George M. Dallas       | Demokrat                          | James Knox Polk                  |
| 12.                 | 4 marts 1849 - 9 juli 1850         | Millard Fillmore       | Millard Fillmore       | Whig                              | Zachary Taylor                   |
| Ingen vicepræsident | Ingen vicepræsident                | Ingen vicepræsident    | Ingen vicepræsident    | Ingen vicepræsident               | Millard Fillmore                 |
| 13.                 | 4 marts 1853 - 18 april 1853       | William R. King        | William R. King        | Demokrat                          | Franklin Pierce                  |
| Ingen vicepræsident |                                    |                        |                        |                                   | Franklin Pierce                  |
| 14.                 | 4 marts 1857 - 4 marts 1861        | John C. Breckinridge   | John C. Breckinridge   | Demokrat                          | James Buchanan                   |
| 15.                 | 4 marts 1861 - 4 marts 1865        | Hannibal Hamlin        | Hannibal Hamlin        | Republikaner                      | Abraham Lincoln                  |
| 16.                 | 4 marts 1865 - 15 april 1865       | Andrew Johnson         | Andrew Johnson         | Demokrat                          | Abraham Lincoln                  |
| Ingen vicepræsident | Ingen vicepræsident                | Ingen vicepræsident    | Ingen vicepræsident    | Ingen vicepræsident               | Andrew Johnson                   |
| 17.                 | 4 marts 1869 - 4 marts 1873        | Schuyler Colfax        | Schuyler Colfax        | Republikaner                      | Ulysses S. Grant                 |
| 18.                 | 4 marts 1873 - 22 november 1875    | Henry Wilson           | Henry Wilson           | Republikaner                      | Ulysses S. Grant                 |
| Ingen vicepræsident |                                    |                        |                        |                                   | Ulysses S. Grant                 |
| 19.                 | 4 marts 1877 - 4 marts 1881        | William Wheeler        | William A. Wheeler     | Republikaner                      | Rutherford B. Hayes              |
| 20.                 | 4 marts 1881 - 19 september 1881   | Chester A. Arthur      | Chester A. Arthur      | Republikaner                      | James Garfield                   |
| Ingen vicepræsident | Ingen vicepræsident                | Ingen vicepræsident    | Ingen vicepræsident    | Ingen vicepræsident               | Chester A. Arthur                |
| 21.                 | 4 marts 1885 - 25 november 1885    | Thomas Hendricks       | Thomas A. Hendricks    | Demokrat                          | Grover Cleveland                 |
| Ingen vicepræsident |                                    |                        |                        |                                   | Grover Cleveland                 |
| 22.                 | 4 marts 1885 - 4 marts 1889        | Levi Morton            | Levi P. Morton         | Republikaner                      | Benjamin Harrison                |
| 23.                 | 4 marts 1889 - 4 marts 1893        | Adlai E. Stevenson     | Adlai E. Stevenson     | Demokrat                          | Grover Cleveland                 |
| 24.                 | 4 marts 1893 - 21 november 1899    | Garret Hobart          | Garret Hobart          | Republikaner                      | William McKinley                 |
| Ingen vicepræsident |                                    |                        |                        |                                   | William McKinley                 |
| 25.                 | 4 marts 1901 - 14 september 1901   | Theodore Roosevelt     | Theodore Roosevelt     | Republikaner                      | William McKinley                 |
| Ingen vicepræsident | Ingen vicepræsident                | Ingen vicepræsident    | Ingen vicepræsident    | Ingen vicepræsident               | Theodore Roosevelt               |
| 26.                 | 4 marts 1905 - 4 marts 1909        | Charles W. Fairbanks   | Charles W. Fairbanks   | Republikaner                      | Theodore Roosevelt               |
| 27.                 | 4 marts 1909 - 30 oktober 1912     | James S. Sherman       | James S. Sherman       | Republikaner                      | William Howard Taft              |
| Ingen vicepræsident |                                    |                        |                        |                                   | William Howard Taft              |
| 28.                 | 4 marts 1913 - 4 marts 1921        | Thomas R. Marshall     | Thomas R. Marshall     | Demokrat                          | Woodrow Wilson                   |
| 29.                 | 4 marts 1921 - 2 august 1923       | Calvin Coolidge        | Calvin Coolidge        | Republikaner                      | Warren G. Harding                |
| Ingen vicepræsident | Ingen vicepræsident                | Ingen vicepræsident    | Ingen vicepræsident    | Ingen vicepræsident               | Calvin Coolidge                  |
| 30.                 | 4 marts 1925 - 4 marts 1929        | Charles Dawes          | Charles G. Dawes       | Republikaner                      | Calvin Coolidge                  |
| 31.                 | 4 marts 1929 - 4 marts 1933        | Charles Curtis         | Charles Curtis         | Republikaner                      | Herbert Hoover                   |
| 32.                 | 4 marts 1933 - 20 januar 1941      | John N. Garner         | John N. Garner         | Demokrat                          | Franklin D. Roosevelt            |
| 33.                 | 20 januar 1941 - 20 januar 1945    | Henry Wallace          | Henry A. Wallace       | Demokrat                          | Franklin D. Roosevelt            |
| 34.                 | 20 januar 1945 - 12 april 1945     | Harry S. Truman        | Harry S. Truman        | Demokrat                          | Franklin D. Roosevelt            |
| Ingen vicepræsident | Ingen vicepræsident                | Ingen vicepræsident    | Ingen vicepræsident    | Ingen vicepræsident               | Harry S. Truman                  |
| 35.                 | 20 januar 1949 - 20 januar 1953    | Alben Barkley          | Alben W. Barkley       | Demokrat                          | Harry S. Truman                  |
| 36.                 | 20 januar 1953 - 20 januar 1961    | Richard Nixon          | Richard Nixon          | Republikaner                      | Dwight D. Eisenhower             |
| 37.                 | 20 januar 1961 .- 22 november 1963 | Lyndon B. Johnson      | Lyndon B. Johnson      | Demokrat                          | John F. Kennedy                  |
| Ingen vicepræsident | Ingen vicepræsident                | Ingen vicepræsident    | Ingen vicepræsident    | Ingen vicepræsident               | Lyndon B. Johnson                |
| 38.                 | 20 januar 1965 - 20 januar 1969    | Hubert Humphrey        | Hubert Humphrey        | Demokrat                          | Lyndon B. Johnson                |
| 39.                 | 20 januar 1969 - 10 oktober 1973   | Spiro Agnew            | Spiro Agnew            | Republikaner                      | Richard Nixon                    |
| Ingen vicepræsident |                                    |                        |                        |                                   | Richard Nixon                    |
| 40.                 | 6 december 1973 - 9 august 1974    | Gerald Ford            | Gerald Ford            | Republikaner                      | Richard Nixon                    |
| Ingen vicepræsident | Ingen vicepræsident                | Ingen vicepræsident    | Ingen vicepræsident    | Ingen vicepræsident               | Gerald Ford                      |
| 41.                 | 19 december 1974 - 20 januar 1977  | Nelson Rockefeller     | Nelson Rockefeller     | Republikaner                      | Gerald Ford                      |
| 42.                 | 20 januar 1977 - 20 januar 1981    | Walter Mondale         | Walter Mondale         | Demokrat                          | Jimmy Carter                     |
| 43.                 | 20 januar 1981 - 20 januar 1989    | George H. W. Bush      | George H.W. Bush       | Republikaner                      | Ronald Reagan                    |
| 44.                 | 20 januar 1989 - 20 januar 1993    | Dan Quayle             | Dan Quayle             | Republikaner                      | George H.W. Bush                 |
| 45.                 | 20 januar 1993 - 20 januar 2001    | Al Gore                | Al Gore                | Demokrat                          | Bill Clinton                     |
| 46.                 | 20 januar 2001 - 20 januar 2009    | Dick Cheney            | Dick Cheney            | Republikaner                      | George W. Bush                   |
| 47.                 | 20 januar 2009 - 20 januar 2017    | Joe Biden              | Joe Biden              | Demokrat                          | Barack Obama                     |
| 48.                 | 20 januar 2017 - 20 januar 2021    | Mike Pence             | Mike Pence             | Republikaner                      | Donald Trump                     |
| 49.                 | 20. januar 2021 - 20. januar 2025  |                        | Kamala Harris          | Demokrat                          | Joe Biden                        |
| 50                  | 20. januar 2025 - siddende         | Donald Trump           | J.D. Vance             | Republikaner                      | Donald Trump                     |

## Fodnoter
1. 1 2 3 4 5 6 7 8  Blev præsident efter vicepræsidentperioden
2. 1 2 3 4 5 6 7  Døde i embedet
3. 1 2  Trak sig fra stillingen
4. 1 2 3 4 5 6 7 8  Overtog som præsident da præsidenten døde
5. ↑  Demokrat på Whig-valgseddel
6. ↑  Blev valgt til præsident i 1968
7. ↑  Overtog som præsident efter præsidentens fratræden
8. ↑  Blev valgt til præsident i 2020